# 헤클러운트코흐 7호 기관단총
H&K MP7(독일어: Heckler & Koch Maschinenpistole 7; HK MP7 헤클러 운트 코흐 마쉬넨피스톨레 지벤; 하카 엠페 지벤[*])은 HK 4.6×30mm 탄을 사용하는 헤클러&코흐 사의 PDW/기관단총이다. 가스 작동식, 회전 노리쇠 방식으로 작동하며, 주요 부품이 헤클러&코흐 G36와 매우 유사하다.

## 관통력
기존 9 mm 패러벨럼탄이 아닌 HK 4.6×30mm탄을 사용하여 방탄복을 뚫을 수 있게 설계되었다. 이 탄환은 작은 소총탄처럼 생겼다.

## 같이 보기
- FN P90
- PP-2000
- 헤클러&코흐 MP5
- 헤클러&코흐 UMP